# Piz Macun
Piz Macun är en bergstopp i Schweiz.   Den ligger i regionen Engiadina Bassa/Val Müstair och kantonen Graubünden, i den östra delen av landet, 210 km öster om huvudstaden Bern. Toppen på Piz Macun är 2 889 meter över havet, eller 91 meter över den omgivande terrängen. Bredden vid basen är 0,27 km.
Terrängen runt Piz Macun är huvudsakligen bergig, men den allra närmaste omgivningen är kuperad. Runt Piz Macun är det mycket glesbefolkat, med 4 invånare per kvadratkilometer.. Närmaste större samhälle är Scuol, 14,3 km nordost om Piz Macun. 
I omgivningarna runt Piz Macun växer i huvudsak barrskog.